# Магмудабад (Саве)
Магмудабад (перс. محموداباد) — село в Ірані, у дегестані Нур-Алі-Бейк, у Центральному бахші, шагрестані Саве остану Марказі. За даними перепису 2006 року, його населення становило 465 осіб, що проживали у складі 113 сімей.

## Клімат
Середня річна температура становить 18,15 °C, середня максимальна – 37,05 °C, а середня мінімальна – -3,01 °C. Середня річна кількість опадів – 258 мм.
| Клімат поселення                              | Клімат поселення | Клімат поселення | Клімат поселення | Клімат поселення | Клімат поселення | Клімат поселення | Клімат поселення | Клімат поселення | Клімат поселення | Клімат поселення | Клімат поселення | Клімат поселення | Клімат поселення |
| Показник                                      | Січ.             | Лют.             | Бер.             | Квіт.            | Трав.            | Черв.            | Лип.             | Серп.            | Вер.             | Жовт.            | Лист.            | Груд.            |                  |
| Середній максимум, °C                         | 13,14            | 15,09            | 19,04            | 25,72            | 30,99            | 36,14            | 37,05            | 36,18            | 32,17            | 25,31            | 18,58            | 12,93            |                  |
| Середня температура, °C                       | 5,06             | 7,02             | 10,97            | 17,64            | 22,91            | 28,07            | 31,02            | 30,13            | 26,16            | 19,30            | 12,57            | 6,91             |                  |
| Середній мінімум, °C                          | −3,01            | −1,06            | 2,90             | 9,56             | 14,84            | 20,00            | 25,00            | 24,13            | 20,12            | 13,29            | 6,56             | 0,90             |                  |
| Норма опадів, мм                              | 39               | 36               | 44               | 29               | 21               | 4                | 1                | 1                | 1                | 16               | 27               | 39               |                  |
| Середньомісячна швидкість вітру, м/с          | 1.65             | 2.20             | 2.80             | 3.15             | 3.03             | 2.93             | 3.05             | 2.88             | 2.40             | 2.24             | 2.01             | 1.56             |                  |
| Середньомісячна сонячна радіація, кДж/м²·день | 9311             | 12037            | 14485            | 18118            | 22069            | 26007            | 25538            | 23474            | 19951            | 14743            | 10881            | 8826             |                  |
| --------------------------------------------- | ---------------- | ---------------- | ---------------- | ---------------- | ---------------- | ---------------- | ---------------- | ---------------- | ---------------- | ---------------- | ---------------- | ---------------- | ---------------- |
| Джерело:                                      |                  |                  |                  |                  |                  |                  |                  |                  |                  |                  |                  |                  |                  |